# John Clarke (Geistlicher)
John Clarke (* 3. Oktober 1609 in Westhorpe, England; † 20. April 1676 in Newport, Rhode Island) war ein englischer Arzt, Baptistenprediger und Politiker. Er gehört zu den Mitbegründern der Colony of Rhode Island and Providence Plantations und fungierte dort auch als Vizegouverneur. Clarke verfasste die richtungsgebende Satzung der Kolonie und war ein führender Verfechter von Religionsfreiheit in Amerika.

## Frühe Jahre
John Clarke, Sohn von Rose Kerrich und Thomas Clarke, wurde während der Regierungszeit von Jakob I. in der Grafschaft Suffolk geboren. Er war eines von acht Kindern. Sechs von ihnen wanderten nach Amerika aus und ließen sich dort in Neuengland nieder. Über die Jugendjahre von John Clarke ist nichts bekannt. Dem Historiker John Osborne Austin zufolge war er dreimal verheiratet. Seine erste Ehefrau war Elizabeth Harris, Tochter von John Harris. Danach heiratete er die Witwe Jane Fletcher und zuletzt Sarah Davis. Es sind keine Aufzeichnungen darüber überliefert, ob er Vater wurde. Ferner ist unbekannt, welche Bildungsstätte er besuchte. Einige sagen, dass es die Universität Leiden war. Vor seiner Ankunft in der Neuen Welt studierte er auf jeden Fall Theologie, Sprachen und Medizin.

## Neuengland
In Neuengland ließ er sich 1637 zuerst in der Massachusetts Bay Colony nieder. Später zog er in den Süden nach Rhode Island. Clarke war ein Unterstützer der regimekritischen Anne Hutchinson und der Anabaptisten. Er zählte zu denen, welche durch die Massachusetts Bay Colony ins Exil gezwungen wurden. Während jener Zeit erfuhr er von Roger Williams, dass Aquidneck Island (Rhode Island) erhältlich war. Daraufhin erwarb er, William Coddington und andere Siedler diese Insel von den Narragansets. Die Siedler verließen daraufhin Massachusetts und gründeten 1638 auf der Insel die Siedlung Portsmouth. Clarke war einer der Unterzeichner des Portsmouth Compact.
Als William Coddington die Kontrolle über Portsmouth verlor, verließ dieser mit Clarke und sieben anderen Männern sowie deren Familien die Siedlung. Sie gründeten die neue Siedlung Newport (Rhode Island). Clarke war dort das Oberhaupt der puritanischen/kongregationalen Kirchengemeinde. In der Folgezeit kam es aber zu einem religiösen und politischen Zerwürfnis mit Coddington. Die Kirchengemeinde teilte sich auf, um 1644 in einen Baptistenteil, während der Großteil schließlich Quäker wurden, als die Bewegung in den 1650er Jahren in Rhode Island aufkam.

## Gründung der amerikanischen Baptisten-Glaubensgemeinschaft
Ende 1638 errichtete Roger Williams, ein Weggefährte von Clarke im Fall der Religionsfreiheit in der Neuen Welt, eine Baptistenkirche in Providence (Rhode Island), besser bekannt als First Baptist Church in America. Im Jahr 1847 erhob man in Newport plötzlich den Anspruch, dass die First Baptist Church zuerst dort errichtet wurde, was zu einer Debatte führte, welche Kirche zuerst da war. Die bedeutenden Historiker kamen zu dem Schluss, dass die Kirche in Providence zuerst errichtet wurde. Begründet wurde dies vor allem durch die Tatsache, dass Roger Williams in dieser Kirche diente und dort als Pastor zurücktrat, bevor überhaupt Newport gegründet wurde. Sogar Thomas Bicknell, welcher Clarke als viel bedeutender als Williams ansah, räumte ein, dass die Kirche in Providence zuerst errichtet wurde.
Die Dr. Clarkes Kirche in Newport ist heute besser bekannt als United Baptist Church, John Clarke Memorial, of Newport. Das heutige Gemeindehaus wurde 1846 an der Spring Street erbaut. 1651 wurde John Clarke, John Crandall und Obadiah Holmes in Lynn (Massachusetts) wegen der Durchführung eines illegalen Gottesdienstes verhaftet und eingesperrt. Dieses Ereignis und andere wie diese waren die Grundlage für Clarkes Ill Newes from New England, or a Narrative of New England's Persecutions von 1652. Es enthält Clarkes Einwand für Religionsfreiheit. Er schrieb:

„It is not the will of the Lord than any one should have dominion over another man's conscience....[Conscience] is such a sparkling beam from the Father of lights and spirits that it cannot be lorded over, commanded, or forced, either by men, devils, or angels.“

Ein Baptistenhistoriker beschrieb Clarke als:

„... the Baptist drum major for freedom in seventeenth century America.“

## Königliche Satzung von Karl II. für die Colony of Rhode Island and Providence Plantations

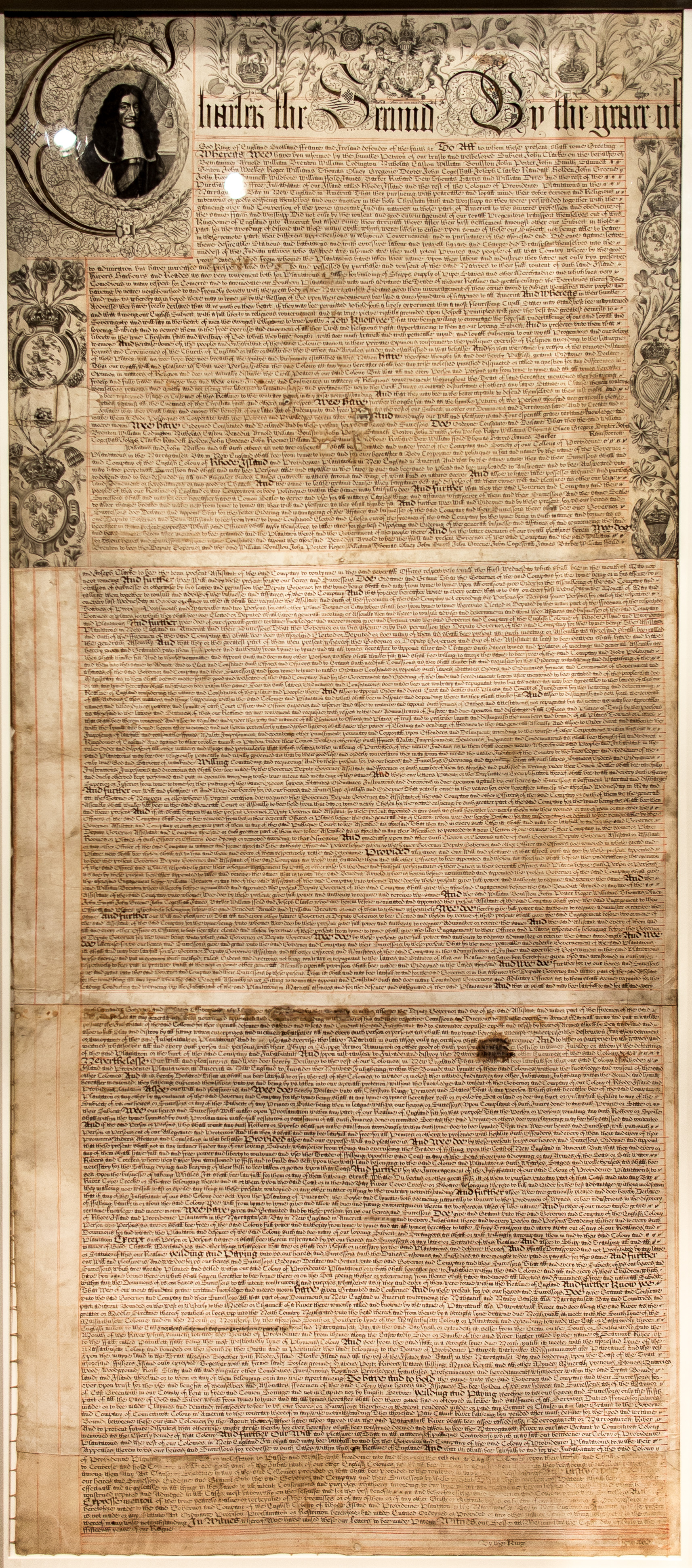
Königlichen Satzung von 1663

Im November 1651 reiste Clarke mit Roger Williams nach London, um das Sonderpatent aufzuheben, welches William Coddington zum Gouverneur auf Lebenszeit über Aquidneck Island und Conanicut Island machte, und eine neue Satzung für die Kolonie von Rhode Island zu sichern. Nachdem die Satzung von Coddington widerrufen wurde, kehrte Williams 1654 nach Rhode Island zurück, wobei Clarke in England als kolonialer Beauftragter verblieb. Als die Monarchie im Jahr 1660 wiederhergestellt und die Satzung von 1644 für ungültig erklärt wurde, setzte sich Clarke für den Erhalt einer neuen Satzung ein. Am 8. Juli 1663 bewilligte Karl II. eine Königliche Satzung für Rhode Island. Clarke verfasste die Satzung, welche eine ausdrückliche Garantie auf Religionsfreiheit enthielt:

„that no person within the said colony, at any time hereafter shall be any wise molested [harassed], punished, disquieted, or called in question, for any differences in opinion in matters of religion, and do not actually disturb the civil peace of our said colony; but that all and every person and persons may, from time to time, and at all times hereafter, freely and fully have and enjoy his and their own judgments and consciences, in matters of religious concernments, throughout the tract of land hereafter mentioned, they behaving themselves peaceable and quietly...“

Die Worte der Königlichen Satzung sind auf dem Fries des Repräsentantenhauses von Rhode Island eingemeißelt:

„... to hold forth a lively experiment, that a most flourishing civil state may stand and best be maintained ... with a full liberty in religious concernments.“

Die Satzung stellte die Grundlage der Regierung in Rhode Island bis 1842 dar.
Clarke und Williams setzten gemeinsam ihre Arbeit für das Anliegen der Religionsfreiheit fort. Während Williams nur für wenige Monate ein Baptist war, blieb Clarke dem Glauben für beinahe vierzig Jahre treu. Williams kam zum Schluss, dass keine offensichtliche Konfession gültig war, bis Gott einen neuen Apostel sandte, um den Glauben wieder zu erneuern. Daher schloss er sich niemals einer anderen Konfession an. Clarke blieb bis zu seinem Tod als Pastor seiner Gemeinde in Newport tätig. Er praktizierte Medizin zwecks finanzieller Unterstützung. Zwischen 1664 und 1669 saß er in der General Assembly. Danach fungierte er von 1669 bis 1670 und von 1671 bis 1672 als Vizegouverneur. Clarke verstarb am 20. April 1676 in Newport und wurde dann auf dem Friedhof von Dr. Marcus Wheatland Boulevard beigesetzt, welcher sich über die Straße hinter der Polizeistation in Newport befand.

## Philanthropie
Sein Testament sah die Einrichtung eines Treuhandfonds vor, welcher verwendet werden sollte:

„... for the relief of the poor or bringing up of children unto learning from time to time forever.“

Dieser Treuhandfonds wird allgemein als der älteste Bildungstreuhandfond in den Vereinigten Staaten angesehen.